# エス・プログレス
株式会社エス・プログレス（S･PROGRESS）は東京都世田谷区に本拠地を構える芸能事務所。2002年5月設立。芸能タレント・俳優・女優のマネージメント及びプロモートを行う。また、番組制作も行っている。
2024年9月1日より、タレントマネジメント業務を三桂に委託することになり、所属タレントは三桂所属となった。

## 主な所属タレント

### 男性
- 照英※代表取締役

## 過去の所属タレント

### 男性
- 両國宏（株式会社Stone Vallyに移籍）
- 寺尾由布樹（株式会社Stone Vallyに移籍）
- 原田篤
- エド山口（株式会社アール・クルー・エンターテイメント事業部に移籍）
- HIRO（株式会社バークインスタイルに移籍）
- #もりりん（森田仁）

### 女性
- 城間恵子
- 若尾桂子